# Phryxe rotundata
Phryxe rotundata là một loài ruồi trong họ Tachinidae.